# Nahamie Sambou
Pour les articles homonymes, voir Sambou.
Nahamie Sambou, née le 27 octobre 1991, est une lutteuse sénégalaise.

## Carrière
Nahamie Sambou remporte la médaille de bronze en moins de 48 kg aux Championnats d'Afrique 2013 à N'Djaména et aux Championnats d'Afrique 2014 à Tunis. Elle remporte dans les épreuves de lutte africaine féminine des Jeux de la Francophonie de 2017 à Abidjan la médaille d'or dans la catégorie des moins de 45 kg.
Elle est médaillée d'argent en moins de 50 kg aux Jeux africains de plage de 2023 à Hammamet.